# Jean-Baptiste-Maximien Parchappe de Vinay
Jean-Baptiste-Maximien Parchappe de Vinay est un psychiatre français né le 21 octobre 1800 à Épernay et mort le 12 mars 1866 en son domicile dans le 9e arrondissement de Paris.

## Biographie
Parchappe de Vinay étudia la médecine à Rouen et Paris, obtenant son doctorat en 1827. En 1833, il est professeur de physiologie à l'école de médecine de Rouen. De 1835 à 1848, il pratiqua la psychiatrie à la Maison de Saint-Yon à Rouen. En septembre 1848, il est nommé inspecteur-général des prisons de santé et asiles pour aliénés à la demande de Guillaume Ferrus.
Avec Guillaume Ferrus (1784–1861) et Jacques-Étienne Belhomme (1800–1880), il est une figure importante de la psychiatrie française du XIXe siècle en regard aux médecins qui pensaient que la cause des maladies mentales pouvait être localisée anatomiquement. Il a effectué de nombreuses recherches sur la paralysie générale du fou. À Saint-Yon, il publia une étude pionnière sur les statistiques psychiatriques intitulée Recherches statistiques sur les causes de l'aliénation mentale.
Il meurt à son domicile au no 46 rue Blanche à Paris.

## Publications
- avec Achille-Louis Foville, De la nature, du siège et du traitement du choléra-morbus, Rouen, Émile Périaux, 1832, 64 p. (lire en ligne)
- Recherches statistiques sur les causes de l’aliénation mentale, Rouen, D. Brière, 1839
- Traité théorique et pratique de la folie, Paris, Béchet jeune et Labé, 1841
- avec Lucien Deboutteville, Notice statistique sur l'asile des aliénés de la Seine-Inférieure (maison de Saint-Yon de Rouen), pour la période comprise entre le 11 juillet 1825 et le 31 décembre 1843, Rouen, A. Péron, 1845, 131 p.
- Principes à suivre dans la fondation et la construction des asiles d’aliénés, Paris, Masson, 1853, 320 p.
- Études sur le sang dans l'état physiologique et l'état pathologique, Paris, J.-B. Baillière, 1856
- De la Folie paralytique et du rapport de l'atrophie du cerveau à la dégradation de l'intelligence dans la folie, Paris, V. Masson, 1859
- Sur la classification de la folie, Paris, L. Martinet, 1861
- Sur un cas de paralysie générale progressive avec désordre des facultés intellectuelles, 1865

## Décorations
- Officier de la Légion d'honneur (décret du 11 août 1855)[3]